# Proamytta kamerunensis
Proamytta kamerunensis är en insektsart som beskrevs av Max Beier 1965. Proamytta kamerunensis ingår i släktet Proamytta och familjen vårtbitare. Inga underarter finns listade i Catalogue of Life.